# Henri Mouillefarine
Henri Louis Désiré Mouillefarine (Montrouge, 1 de agosto de 1910-Clamart, 21 de julio de 1994) fue un deportista francés que compitió en ciclismo en la modalidad de pista. Participó en los Juegos Olímpicos de Los Ángeles 1932, obteniendo una medalla de plata en la prueba de persecución por equipos.

## Medallero internacional
| Juegos Olímpicos | Juegos Olímpicos             | Juegos Olímpicos | Juegos Olímpicos        |
| Año              | Lugar                        | Medalla          | Competición             |
| ---------------- | ---------------------------- | ---------------- | ----------------------- |
| 1932             | Los Ángeles (Estados Unidos) | Medalla de plata | Persecución por equipos |